# Дев'яносто третій рік
Дев'яносто третій рік (фр. Quatrevingt-treize) — роман французького письменника Віктора Гюго, написаний у 1874 році.

## Сюжет
Відображені у романі події відбуваються у 1793 році у французькій провінції Бретань та Парижі.
Бійці республіканського батальйону «Червоний ковпак» переслідуючи роялістів у Содрейському лісі зустрічають Мішель Флешар — мати трьох дітей, яка переховується після загибелі свого чоловіка. Зважуючи на її трагічну ситуацію, бійці всиновлюють дітей.
В цей час французького узбережжя дістається маркіз де Лантенак, принц Бретані, один з колишніх очильників королівської армії, який об'єднує розрізнені загони повстанців, що діють у Вандеї. У першому бою з республіканцями він одержує перемогу та наказує розстріляти усіх полонених, серед яких Мішель Флешар. Дітей Лантенак забирає  як заручників. Але Мішель залишається жива; її рятує місцевий знахар, після чого вона вирушає на пошуки дітей.
У Парижі члени Конвенту обговорюють повстання у Вандеї та його небезпеку для революції. Для нагляду за виконанням наказів до Вандеї направляють Сімурдена — уповноваженого Комітету громадського порятунку, колишнього священика, який став суворим революціонером.
Лантенаку протистоїть командир республіканців Говен — племінник маркіза, який прийняв бік революції. Також Говен є колишнім улюбленим вихованцем Сімурдена, котрий свого часу був його вчителем. Поступово він відтісняє загони Лантенака та оточує його у родовому замку Тург. Лантенак попереджає республіканців, що в разі спроби штурму, будуть вбиті троє дітей, які перебувають заручниками у замку. Бійці Говена, серед яких дванадцять вцілілих гренадерів з батальйону «Червоний ковпак», шукають можливість врятувати дітей.
Починається штурм, республіканські війська захоплюють замок, але Лантенак з рештками бійців уходить через потайний вихід. Повстанці встигають виконати погрозу та підпалюють частину замку, де знаходяться діти.
Мішель Флешар дістається замку, коли його залишають повстанці та здалеку бачить своїх дітей, зачинених у кімнаті, круг якої палає вогонь. Вона починає кричати і цей крик чує Лантенак, в якого знаходиться ключ від двері кімнати з дітьми. Задля порятунку дітей, бійці республіканського загону намагаються вибити двері, але вони занадто міцні. В цей час повертається Лантенак і відчиняє двері, рятуючи дітей, після чого опиняється в полоні у республіканців.
Після тривалих роздумів Говен відпускає Лантенака та гине на гільйотині за наказом Сімурдена. В момент страти Говена Сімурден закінчує життя самогубством.

## Сприйняття
Американська письменниця Айн Ренд вважала роман В. Гюго «Дев'яносто третій рік» джерелом натхнення та написала вступ до одного з англомовних видань, у 1969 році перевиданий як есе «Романтичний маніфест».

## Переклади українською
- Гюґо, Віктор (1928). Дев'яносто третій рік. Бібліотека всесвітнього письменства. Переклад: Ольга Косач-Кривинюк, Любов Комарова. передмова Михайла Рудницького. Київ: Сяйво.

- Гюґо, Віктор (1929). Дев'яносто третій рік. Переклад: Христя Алчевська. Харків: ДВУ.

- Гюґо, Віктор (1932). Дев'яносто третій рік. Переклад: Ольга Косач-Кривинюк, Любов Комарова. Харків: ЛіМ.

- Гюґо, Віктор (1937). Дев’яносто третій рік. Переклад: Іван Ханенко. Харків–Одеса: Дитвидав.

- Гюґо, Віктор (1959). Дев’яносто третій рік. Бібліотека світової класики. Переклад: Іван Маненко. Київ: Держлітвидав.

- Гюґо, Віктор (2023). 93-ій рік (електронне видання). Переклад: Ольга Косач-Кривинюк, Любов Комарова. OpenBook Ukraine. Процитовано 1 травня 2025.

## Екранізації
За мотивами роману були зняті однойменні фільми:
- у 1921 році компанією «Pathé Frères», режисер Андре Антуан[3];
- у 1962 році компанією «1ère chaîne ORTF»,  режисер Ален Боде[4].